# Harrovia cognata
Harrovia cognata is een krabbensoort uit de familie van de Pilumnidae. De wetenschappelijke naam van de soort is voor het eerst geldig gepubliceerd in 1998 door D. G. B. Chia & Ng.